# راه‌انداز گیت
راه‌انداز گیت یک تقویت‌کننده قدرت است که ورودی کم‌توان را از یک مدار مجتمع کنترل‌کننده می‌پذیرد و یک ورودی راه‌انداز با جریان بالا را برای گیت یک ترانزیستور با توان‌بالا مانند آی‌جی‌بی‌تی یا ماسفت قدرت تولید می‌کند. راه‌اندازهای گیت را می‌توان بر روی تراشه یا به عنوان یک ماژول گسسته ارائه داد. در اصل، یک راه‌انداز گیت از یک تغییردهنده سطح در ترکیب با یک تقویت‌کننده تشکیل شده‌است. یک آی‌سی راه‌انداز به عنوان واسط بین سیگنال‌های کنترل (کنترل‌کننده‌های دیجیتال یا آنالوگ) و کلیدهای قدرت (ای‌جی‌بی‌تی‌ها، ماسفت‌ها، ماسفت‌های سیلیکون کاربید و هِمْت‌های ژرمانیم نیترید) عمل می‌کند. راه‌حل راه انداز گیت یکپارچه، پیچیدگی طراحی، زمان توسعه، فهرست قطعات (بی‌اوام) و فضای برد را کاهش می‌دهد در حالی که قابلیت اطمینان را نسبت به راه‌حل‌های راه‌انداز گیت با پیاده‌سازی گسسته، بهبود می‌دهد.

## تاریخ
در سال ۱۹۸۹ ، یکسوسازی بین‌الملل (IR) اولین محصول راه‌انداز گیت HVIC یکپارچه را معرفی کرد، فناوری مدار یکپارچه ولتاژ-بالا (HVIC) با استفاده از ساختارهای یکپارچه ثبت اختراع شده و مالکیت ادغام ادوات دو قطبی، سیماس و دیماس افقی با ولتاژ شکست بالای ۷۰۰ و ۱۴۰۰ ولت برای کارکردن ولتاژهای افست ۶۰۰ ولت و ۱۲۰۰ ولت را دارند. بعداً در سال ۲۰۱۵، یکسوساز بین‌الملل (IR) توسط فناوری این‌فنیین خریداری شد.
راه‌اندازهای گیت HVIC با کلیدهای شناور برای ساختارهایی که نیاز به سطح بالا، نیم پل و سه فاز احتیاج دارند، مناسب هستند.